# Isabel Solà i Matas
Isabel Solà Matas (Barcelona, 24 de maig de 1965 - Port-au-Prince, Haití, 2 de setembre de 2016), coneguda com a Isa, va ser una religiosa catalana, missionera i cooperant a Guinea Equatorial i Haití.

## Biografia
Al cap de dinou anys va decidir de dedicar la vida a ajudar els altres i va ingressar en la Congregació de Religioses de Jesús-Maria. Va estudiar magisteri i infermeria i va viure molt de temps a l'estranger, dedicada a la cooperació al desenvolupament: durant catorze anys a Guinea Equatorial i des de 2008 a Haití.
Arran del terratrèmol d'Haití del 2010, va crear un centre d'atenció i rehabilitació de mutilats, anomenat Projecte Haití, amb un taller de fabricació de pròtesis ortopèdiques, el Taller Sant Josep, destinat a qui no podia pagar les pròtesis en un centre mèdic i que en fes possible la reintegració a una vida normal. A més d'obtenir recursos per al taller, Solà portava pròtesis usades d'Espanya per a reciclar-les. Per aquest projecte era coneguda com la monja dels peus. També va impulsar la construcció d'un dispensari, d'un centre de formació professional per a amputats, un programa de microcrèdits i la creació d'un camió medicalitzat i va denunciar la gairebé nul·la inversió del govern d'Haití en educació i sanitat i la desforestació del país provocada per la tala sense control.
Per difondre el projecte i aconseguir ajuts, va fer servir les xarxes socials: un blog i vídeos a YouTube. El 2011, Solà escrivia:
| « | "Pensareu que com puc seguir vivint a Haití, entre tanta pobresa i misèria, entre terratrèmols, huracans, inundacions i còlera. L'única cosa que podria dir és que Haití és ara l'únic lloc on puc estar i guarir el meu cor. Haití és casa meva, la meva família, el meu treball, el meu sofriment i la meva alegria, i el meu lloc de trobada amb Déu" | » |

Va ser assassinada a trets a Port-au-Prince, on havia anat com a mestra i on va promoure centres escolars en els barris de les perifèries de la capital, col·laborant amb altres congregacions religioses. Mentre conduïa al centre de la capital haitiana, fou víctima d'un atracament i assassinada a trets per dos desconeguts que anaven en una moto i li van robar la bossa que portava. És enterrada a Haití.